# Bodhidagen
Bodhidagen er den buddhistiske helligdag, der fejrer dagen den historiske Buddha Siddharta Gautama oplevede oplysning, også kendt som bodhi på sanskrit eller pali. Ifølge traditionen havde Siddhartha nylig forladt års ekstrem asketisk praksis og besluttede at sidde under et bo-træ og bare meditere, indtil han fandt roden af lidelse, og hvordan man kan frigøre sig selv fra den.
Traditionelt fejres dagen på den ottende dag i den tolvte måned i de østasiatiske lande, som stadig praktiserer lunisolarkalender. 
Men i Japan, fejres dagen på den gregorianske dato 8. december, et resultat af vestliggørelse som følge af Meiji-restaurationen (1862–69).

## Rohatsu
Ordet rōhatsu (japansk: 臘八) betyder bogstaveligt ottende dag i den tolvte måned. Det er typisk for zenmunke og lægfolk, at blive oppe hele aftenen før rohatsu og praktisere meditation, og helligdagen indledes ofte med en intensiv sesshin.